# Куріпка нагірна
Курі́пка нагірна (Arborophila sumatrana) — вид куроподібних птахів родини фазанових (Phasianidae). Ендемік Індонезії. Раніше вважався підвидом суматранської куріпки.

## Поширення і екологія
Нагірні куріпки є ендеміками гір Басіран на заході Суматри. Вони живуть у вологих гірських тропічних лісах. Зустрічаються на висоті до 2200 м над рівнем моря.